# SS-Verfügungstruppe
Las SS-Verfügungstruppe (SS-VT) fueron formadas en 1934 como tropas de combate por la Schutzstaffel (SS) del Partido nazi. Hacia 1940 estas unidades militares de las SS se habían convertido en el núcleo de las Waffen-SS.
El 17 de agosto de 1938 Adolf Hitler decretó que las SS-VT no formaban parte ni de la Policía del Orden ni del Heer (Ejército no político), pero que sus efectivos con entrenamiento militar quedaban a disposición del Führer en tiempos de guerra o paz. Los hombres, que iban a ser entrenados de acuerdo con las reglas de la SS, solían ser voluntarios que habían terminado su servicio en el  Reichsarbeitsdienst  (RAD; Servicio de Trabajo del Reich).

## Historia

### Formación e inicios

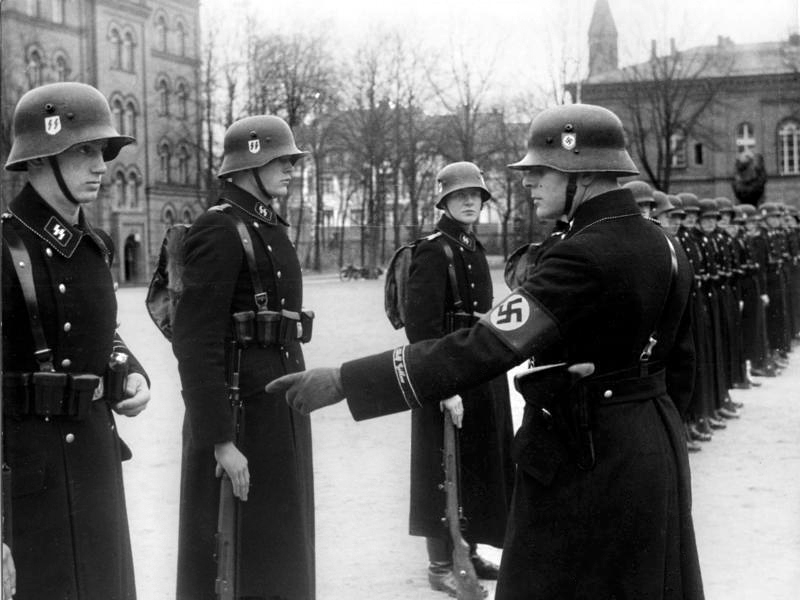
Tropas del LSSAH durante una inspección (Berlín, 1938).

Las SS-VT fueron formadas el 24 de septiembre de 1934 a partir de la fusión de varias formaciones nacionalsocialistas y unidades militares como los destacamentos especiales de las SS (SS-Sonderkommandos) y las unidades de guardia del Cuartel general (SS-Stabswache). La SS-VT iba a ser formada por tres regimientos cuya estructura se basaba en la de los regimientos de infantería del Ejército alemán (Heer y de acuerdo a sus regulaciones. Cada regimiento estaría compuesto a su vez de tres batallones, una compañía de motocicletas y una compañía de morteros. La unidad fue oficialmente designada SS-Verfügungstruppe (traducible como "Tropas disposicionales"; es decir, a disposición del Führer). No obstante, la formación sería puesta a "disposición" del ejército en época de guerra. La existencia de las SS-Verfügungstruppe (SS-VT) fue hecha oficial el 16 de marzo de 1935 durante un discurso que Hitler pronunció ante el Reichstag.
Las SS-VT entrenaron junto a la guardia personal de Hitler, el Leibstandarte SS Adolf Hitler (LSSAH). Durante este tiempo la LSSAH continuó sirviendo exclusivamente como unidad de protección personal y de guardia de honor. En 1937 la SS se dividió en tres ramas: la Allgemeine-SS (SS General), la SS-Verfügungstruppe, y la SS-Totenkopfverbände (SS-TV), que era la que administraba los campos concentration. Para octubre de 1938 unos 14.000 hombres componían las Verfügungstruppe.
| Nombre                          | Abreviatura           | Sede                | Observaciones |
| ------------------------------- | --------------------- | ------------------- | --- |
| Leibstandarte-SS Adolf Hitler   | LSSAH/LAH             | Berlín-Lichterfelde | Todos los reclutas procedentes de los Wehrkreise I, II, III, IV y VIII. Todos los candidatos debían medir al menos 178 cm. |
| I. SS-Standarte Deutschland/VT  | 1. Sta Deutschland/VT | Múnich              | Todos los reclutas procedentes de los Wehrkreise V, VII y XII.                                                             |
| II. SS-Standarte Germania/VT    | 2. Sta Germania/VT    | Hamburgo-Veddel     | Todos los reclutas procedentes de los Wehrkreise VI, IX, X y XI.                                                           |
| III. SS-Standarte Der Führer/VT | 3. Sta Der Führer/VT  | Viena               | Todos los reclutas procedentes de Ostmark.                                                                                 |

### Primeras operaciones
Varias unidades del SS-VT sirvieron junto al Heer
durante el "Anschluss" de Austria, la ocupación Sudetenland, y más tarde de Checoslovaquia. Para estas operaciones, la SS-VT estuvo bajo el mando del Ejército. La SS-VT también formó un regimiento de artillería por esta época, el cual sería utilizado para reforzar a las unidades del Ejército durante estos eventos. Los regimientos de SS-VT Deutschland y Germania junto con el Leibstandarte participaron en la invasión de Polonia, con el regimiento Der Führer (reclutado en Austria después del Anschluss) situado en Praga como reserva. En septiembre de 1939, una unidad combinada de tropas del SS-TV y el Ejército alemán tomó parte en la invasión de Polonia como la Panzer-Division Kempf. Llegó a combatir junto a otras unidades del Ejército en Rozan, Modlin, Łomża y Kmiczyn. La división fue disuelta cerca de la ciudad polaca de Nidzica el 7 de octubre de 1939.
Su participación durante la invasión de Polonia planteó numerosas dudas sobre la efectividad en el combate de las SS-VT. Su voluntad de luchar nunca estuvo en duda; a veces incluso estaba demasiado ansiosos por entrar en combate. Sin embargo, el Oberkommando der Wehrmacht (OKW) realizó informes donde manifestaba que el SS-VT se había expuesto innecesariamente a riesgos y había actuado de forma anárquica, lo que había supuesto que sufriera muchas más bajas que las tropas del Ejército regular. El OKW también creía que el SS-TV estaba pobremente entrenado y que sus oficiales no eran adecuados para el mando. En su defensa, los mandos del SS-TV insistieron en que la unidad se había visto obstaculizada para participar en los combates como una formación única, y que esta había sido equipada inadecuadamente para poder llevar a cabo lo que se le exigía. Heinrich Himmler insistió en que al SS-VT se le debía permitir luchar con sus propias formaciones, y con sus propios comandantes, mientras que el OKW trató de que el SS-TV fuera disuelto por completo. Al final, Hitler adoptó una solución de compromiso: ordenó que el SS-TV formase sus propias divisiones, pero estas debían quedar subordinadas al mando del Ejército.

### Desarrollo posterior

Emblema de la División "Totenkopf".

Al comienzo de la Invasión de Polonia, había cuatro regimientos de combate de las SS: Leibstandarte,  Deutschland, Germania and Der Führer. Los últimos tres fueron reorganizados dentro de la SS-Verfügungs-Division', y el Leibstandarte fue expandido a una brigada motorizada. Además, también estaban las armadas pero pobremente entrenadas Totenkopfstandarten; tres regimientos Totenkopfstandarten junto a la SS Heimwehr Danzig fueron organizados en la Totenkopf-Division bajo el mando de Eicke. Una división más, la Polizei-Division, fue creada a partir de elementos de la Ordnungspolizei (OrPo). Estas formaciones tomaron parte en prácticas de entrenamiento mientras los comandantes del ejército preparaban la Operación Fall Gelb contra los Países Bajos y Francia en 1940.
En esa operación, las tropas SS-VT primero vieron acción en la ofensiva alemana que se desarrolló en los Países Bajos, alrededor de Róterdam. Después de que la ciudad hubiera sido capturada, la División, junto con otras divisiones del Ejército regular, interceptó a una fuerza francesa procedente del sur y la obligó a regresar al área de Zelanda y Amberes. A continuación las tropas SS fueron utilizadas para limpizar las pequeñas bolsas de resistencia que quedaron en la retaguardia de los territorios recientemente capturados por los alemanes.
El SS-VT fue renombrado oficialmente como "Waffen-SS" durante un discurso de Adolf Hitler el 19 de julio de 1940. El 1 de agosto, Himmler estableció el Kommandoamt der Waffen-SS  (Oficina de mando de las Waffen-SS) dentro de la nueva SS-Führungshauptamt (FHA), bajo el mando del Gruppenführer Hans Jüttner. La división Totenkopf y otras unidades de combate del SS-TV fueron transferidas al control del FHA. Further that same month, el jefe de Estado Mayor de las SS, Gottlob Berger, presentó a Himmler un plan para reclutar voluntarios de ascendencia alemana y germánica en los territorios recién conquistados. Inicialmente, Hitler tuvo dudas sobre reclutar extranjeros, por lo que fue persuadido por Himmler y Berger. Al final, dio su aprobación para que se formara una nueva división a partir de estos voluntarios extranjeros aunque con oficiales alemanes.
En diciembre de 1940 el regimiento Germania fue separado de la Verfügungs-Division y utilizado para formar el cuadro de una nueva división, la SS-Division Germania, que estuvo compuesta en su mayoría de voluntarios "nórdicos" procedentes de los territorios recién conquistados: daneses, noruegos, holandeses y flamencos. Al comienzo de 1941 la Verfügungs-Division sería renombrada Reich (como Das Reich en 1942), la división Germania como Wiking y la División Polizei quedó finalmente bajo control de las Waffen-SS. El regimiento Leibstandarte sería expandido al tamaño de una división para la Operación Barbarroja.
Países neutrales como España, proporcionaron voluntarios a las Waffen-SS, la mayoría estuvieron adheridos a la División SS Wallonien que lucharon hasta la caída de Berlín. 